# Khola Maryam Hübsch

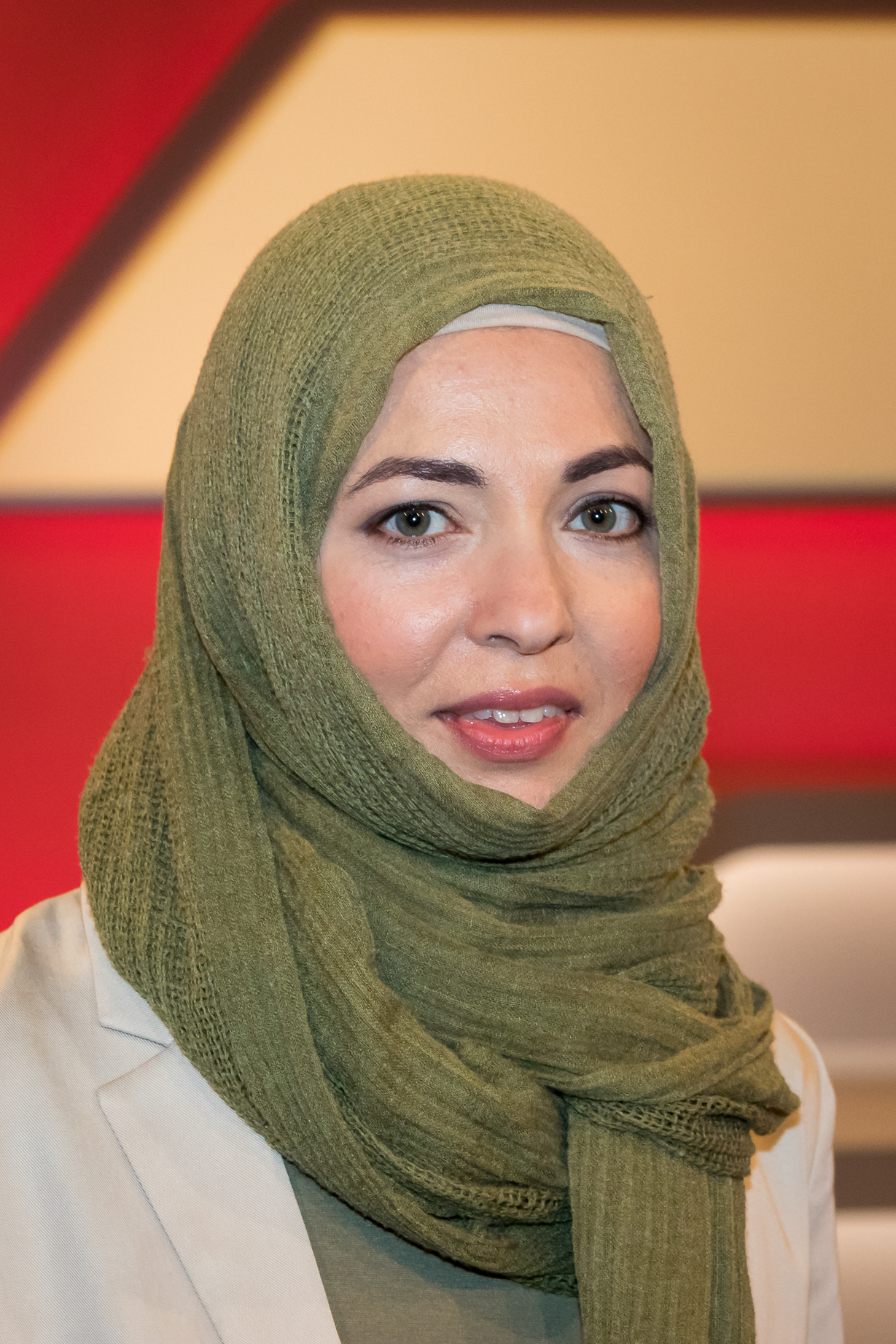
Khola Maryam Hübsch (2017)

Khola Maryam Hübsch (* 25. Oktober 1980 in Frankfurt am Main) ist eine deutsche Journalistin, Publizistin und Bloggerin. Sie ist die Tochter des deutschen Schriftstellers Hadayatullah Hübsch und einer Inderin. Sie engagiert sich in der Ahmadiyya-Gemeinschaft für den interreligiösen Dialog.

## Wirken
Hübsch studierte Publizistik, Germanistik, Buchwissenschaften und Psychologie an der Johannes Gutenberg-Universität in Mainz. Sie schreibt für Zeitungen (u. a. für die Frankfurter Allgemeine Zeitung, Frankfurter Rundschau, Die Zeit, Cicero und Die Welt) und wissenschaftliche Publikationen und hält Vorträge über den Islam aus Sicht der Ahmadiyya. Das ARD-Morgenmagazin bezeichnete sie 2012 als das „öffentliche Gesicht der muslimischen Frauen in Deutschland“ und erklärte, Hübsch sei ein „gern gesehener Gast in Talkshows; ihre Meinung findet Gehör“. In den Diskussionsrunden der Polit-Talk-Formate von Anne Will, Menschen bei Maischberger, Phoenix Runde oder log in trat sie mehrfach als Gesprächspartnerin auf.
Sie war sieben Jahre lang die deutsche Beauftragte für den interreligiösen Dialog bei der internationalen Frauenorganisation Lajna Imaillah der Ahmadiyya Muslim Jamaat in Deutschland und als Moderatorin für den internationalen Ahmadiyya-Fernsehsender MTA tätig. Sie unterstützt Migranten-Medienförderprojekte wie die Fernsehreihen „Aspekte des Islam“ und das Format „Islam im Brennpunkt“, das mit dem Integrationspreis des Landesparlaments Schleswig-Holstein ausgezeichnet wurde. Im April 2019 zeichnete die italienische Vize-Außenministerin Emanuela Del Re in Rom Hübsch mit dem „Mondoreligioni Award“ der Associazione Italiana di Sociologia (Italienischen Vereinigung für Soziologie) für ihren Einsatz für Menschenrechte aus.
Seit 2021 vertritt Khola Maryam Hübsch die muslimischen Glaubensgemeinschaften im Rundfunkrat des Hessischen Rundfunks.

### Vorträge
2011 hielt Hübsch im Rahmen der Ringvorlesung des Exzellenzclusters „Religion und Politik“ der Westfälischen Wilhelms-Universität Münster eine Vorlesung über das Selbst- und Fremdbild der muslimischen Frau. Weitere Vorträge hielt sie an der Johannes-Gutenberg-Universität im Rahmen des Festival contre le racisme, an der Universität Koblenz-Landau, der Philipps-Universität Marburg, der Justus-Liebig-Universität Gießen, der Hochschule Fulda sowie an der Goethe-Universität Frankfurt am Main. Hübsch ist Referentin und Podiumsgast bei interreligiösen Dialogen (im Auftrag von Kirchen, Synagogen und Moscheen sowie Gleichstellungsbeauftragten und der Landeszentrale für politische Bildung in Hessen) und linksalternativen Einrichtungen wie dem Club Voltaire in Frankfurt und auf der Frankfurter Buchmesse. Ihre Vorträge behandeln die Themenkomplexe „Islam und Aufklärung“, „Emanzipation im Islam“ sowie „Menschenrechte und Toleranz im Islam“. Außerdem gibt Hübsch Kurse über die Islamdarstellung der Medien sowie über Liebe und Partnerschaft im Islam. Weitere Themenschwerpunkte sind Integration, Islamophobie in Europa, Friedenskonzepte im Islam sowie „Bio-Islam“. 2013 hielt sie im Rahmen der Frauenkonferenz mit der Bischöfin der Isländischen Staatskirche in Island einen Vortrag über das Menschenbild des Islams am Beispiel der muslimischen Frau. 2015 war sie als Sachverständige im Ausschuss für Menschenrechte und humanitäre Hilfe des Deutschen Bundestages.
Im Rahmen der Ringvorlesung „Der Islam und die Islamische Theologie in Zeiten der Radikalisierung“ an der Universität Gießen beschäftigte sich Hübsch im Wintersemester 2015/2016 mit den Fundamenten des IS-Terrors und damit, wie die islamische Theologie und die Ästhetik westlicher Popkultur von der IS-Propaganda genutzt werden.

## Positionen und Kritik
Hübsch argumentiert anhand von Quellen des Islams für ein Islamverständnis, das nach ihrer Auffassung mit Demokratie, Toleranz und universalen Menschenrechten kompatibel ist. Sie ist der Meinung, „dass der Islam selbst koranisch vorschreibt, dass es einen säkularen Staat geben muss. Pluralismus ist gewollt, da könnte ich Ihnen jetzt unzählige Koranverse nennen, und diese Lesart des Korans ist in Deutschland weit verbreitet“. Glaubensfreiheit sei im Koran manifestiert, und jeder habe das Recht, in den Islam ein- oder aus ihm auszutreten. Für Hübsch ist der Islam eine moderne Religion, die im Einklang mit der Vernunft und der Aufklärung steht und für zeitgenössische Fragestellungen der Postmoderne eine wichtige Inspirationsquelle darstellt. Sie kritisiert die einseitige Verengung des Islams auf eine geistlose Obsession in der verbreiteten islamischen Orthodoxie, dem die ursprünglichen Kernthemen des Islams, etwa die Bewusstseinserweiterung des Menschen durch eine lebendige Beziehung zu Gott, verloren gegangen seien. Hübsch prangert in ihren Veröffentlichungen die Vereinnahmung des Islams durch islamistische Scharfmacher und buchstabengläubige Fundamentalisten sowie „undifferenzierte Medienberichterstattung“ über den Islam an. Sie plädiert in ihren Vorträgen und Publikationen für eine vernunftorientierte, geschlechtergerechte und ganzheitliche Lesart des Korans.
Bei einer Ausgabe der ZDF-Sendung Maybrit Illner (ZDF) im September 2016 kam es im Vorfeld der Sendung zu einem Zwischenfall, als Khola Maryam Hübsch dem CDU-Politiker und JU-Vorsitzenden Paul Ziemiak den Handschlag zur Begrüßung verweigerte. Ziemiak griff dieses Verhalten in der Sendung auf, um Kritik zu äußern. Hübsch hingegen betonte, dass sie ihr Recht wahrnehme, eine körperliche Begrüßung aus religiösen Gründen abzulehnen.
In der ARD-Sendung Hart aber fair (ARD), die im Kontext der Anschläge auf die Redaktion von Charlie Hebdo im Jahr 2015 ausgestrahlt wurde, setzte sich Hübsch für eine differenzierte Wahrnehmung des Islams ein. Ohne die Burka ausdrücklich verteidigen zu wollen, kritisierte sie eine aus ihrer Sicht ungleiche Behandlung kultureller Ausdrucksformen: „Wenn Muslime die Karikaturen aushalten müssen, so müsste dies in einer pluralistischen Gesellschaft doch auch für die Burka gelten.“ Das französische Gesetz von 2011 zum Verschleierungsverbot bewertete sie als kontraproduktiv.
In einer öffentlichen Anhörung des Ausschusses für Menschenrechte und humanitäre Hilfe des Deutschen Bundestages zeigte sich Hübsch „überzeugt davon, dass eine offene, freundliche Flüchtlingspolitik dazu beitragen könne, das Bild des Westens in der islamischen Welt zu verbessern. Auch dies könne helfen, den Terrorismus einzudämmen“.
Nach den sexuellen Übergriffen in der Silvesternacht 2015/16 in Köln mahnte sie zur Differenzierung in der öffentlichen Debatte. Sie warnte davor, muslimische Männer pauschal zu verurteilen, und bezeichnete die wiederaufkommenden Vorurteile als Ausdruck eines Kulturchauvinismus: „Die neuen alten Ressentiments gegen den muslimischen Mann sind auch Ausdruck eines Kulturchauvinismus, der den Feminismus vereinnahmt, um vom eigenen Sexismus und Rassismus abzulenken.“ Gleichzeitig verwies sie darauf, dass die Täter überwiegend aus sozioökonomisch benachteiligten Milieus stammten.
In einer Ausgabe der Phoenix Runde wies die bekannte Islamkritikerin Sabatina James darauf hin, dass Hübsch als Angehörige der Ahmadiyya-Gemeinschaft nicht für alle Muslime sprechen könne. Die Ahmadiyya wird von Teilen der muslimischen Welt nicht als islamisch anerkannt und ist in mehreren Ländern mit Diskriminierung und Verfolgung konfrontiert.
Nach einer Hart aber fair-Sendung im April 2024 wurde Hübsch für ihre Einordnung islamischer Begriffe in den Fokus öffentlicher Kritik gerückt. Im Zusammenhang mit einer Demonstration in Hamburg, die in den Medien teilweise als islamistisch eingeordnet wurde, äußerte sie: „Begriffe wie Scharia und Kalifat sind politische Kampfbegriffe geworden. In der islamischen Welt sind das erst einmal ganz normale Terminologien.“
In der Talkshow Markus Lanz am 30. Mai 2024 plädierte sie dafür, statt des Begriffs Ausländerkriminalität verstärkt über strukturelle Zusammenhänge wie Männerkriminalität zu sprechen. In derselben Sendung beschrieb sie die Scharia als einen ethischen Weg, „ein guter Mensch“ zu werden. Auf konkrete Nachfragen zur Stellung von Frauen und zu Strafen für Homosexuelle innerhalb schariatischer Systeme ging sie nicht direkt ein.

## Rechtliche Auseinandersetzungen
Im Juli 2024 erwirkte Khola Maryam Hübsch eine einstweilige Verfügung gegen die Axel Springer Deutschland GmbH aufgrund mehrfacher Veröffentlichungen in der BILD-Zeitung, in denen sie als Verfassungsfeindin und Extremistin diffamiert wurde. Das Landgericht Frankfurt stellte daraufhin fest, dass diese Äußerungen eine schwerwiegende Persönlichkeitsverletzung darstellten und eine Unterlassungsverfügung in allen Punkten erforderten. In den Artikeln nach ihrem Auftritt bei „hart aber fair“ betitelte die BILD sie fälschlich als „Islamistin“. Die Kammer stellte zudem fest, dass die Äußerungen von Frau Hübsch „lediglich verkürzt und aus dem Zusammenhang gerissen wiedergegeben“ wurden und dass sich Frau Hübsch „innerhalb der Sendung von „hart aber fair“ ausdrücklich für die Demokratie, die Trennung von Staat und Religion und das Grundgesetz und die Einhaltung der deutschen Gesetze ausgesprochen“ hat. Die unwahre Berichterstattung förderte Hasskommentare und verbale Angriffe auf sie und ihre Familie.

## Privates
In einem Interview mit Alfred Schier bekannte sich Hübsch dazu, in einer von ihrem Vater arrangierten Ehe zu leben; die Eheschließung sei ohne längere Beziehung erfolgt. Jedoch trennt sie strikt zwischen arrangierten Partnervermittlungen und Zwangsehen. In ihrem Buch Unterm Schleier die Freiheit – was der Islam zu einem wirklich emanzipierten Frauenbild beitragen kann schrieb sie:
„Der Prophet Muhammad erklärte Zwangsehen für ungültig und annullierte eine ihm bekannt gewordene Zwangsheirat. Voraussetzung für eine Heirat muss immer das freiwillige und ohne Druckausübung abgegebene Einverständnis beider Partner sein. Darin besteht kein Zweifel. Die pauschale Verurteilung von arrangierten Ehen hat häufig etwas damit zu tun, dass nicht differenziert wird zwischen Zwangsehen, die eindeutig unislamisch sind, und arrangierten Ehevermittlungen, denen neudeutsch ausgedrückt eher eine Serviceleistung vorausgeht.“
Sie lebt in Frankfurt am Main und hat drei Kinder.

## Publikationen
- Rebellion der Sehnsucht: Warum ich mir den Glauben nicht nehmen lasse. Herder 2018, ISBN 978-3-451-38110-2
- Störfaktor Glaube? Warum ein Gottesbezug in einer deutschen Landesverfassung auch Muslimen wichtig ist Bäumer, Beate / Zabel, Frank Hrsg.: Wie viel Glaube braucht das Land? Antworten aus Politik, Kirche und Gesellschaft. Freiburg, 2017
- Von „Kopftuchmädchen“ und „Ehrenmorden“ – Das Bild der muslimischen Frau im öffentlichen Diskurs. Saba-Nur Cheema, Hrsg., (K)Eine Glaubensfrage. Religiöse Vielfalt im pädagogischen Miteinander. Frankfurt 2017.
- Zur „Muslimifizierung“ sozialer Probleme. Informations- und Dokumentationszentrum für Antirassismusarbeit e. V. Hrsg.: Rassismuskritik. Düsseldorf 2017, ISSN 1616-6027
- Ein Ring an der Hand. In: Genazino, Wilhelm, Hrsg.: Freiheit und Verantwortung. 95 Thesen heute. Stuttgart 2016., ISBN 978-3-476-02686-6
- Handbuch Christentum und Islam in Deutschland, Mouhanad Khorchide, Hrsg., Herder Verlag 2014, ISBN 978-3-451-31188-8.
- Unter dem Schleier die Freiheit – Was der Islam zu einem wirklich emanzipierten Frauenbild beitragen kann, Patmos Verlag 2014, ISBN 978-3-8436-0473-4.
- Toleranz im Islam Yousefi, Hamid Reza und Seubert, Harald: Toleranz im Weltkontext: Geschichten – Erscheinungsformen – Neue Entwicklungen. Springer VS 2012, ISBN 978-3-658-00115-5.
- Selbst- und Fremdbilder der muslimischen Frau, Barbara Stollberg-Rilinger, Hrsg., „Als Mann und Frau schuf er sie“. Religion und Geschlecht. Würzburg: Ergon Verlag 2013.
- Der Sinn des Lebens. Eine theologische Betrachtung Dialog – Zeitschrift für Interreligiöse und Interkulturelle Begegnung. Institut für Human- und Islamwissenschaften e.V., 2012.
- Der Islam in den Medien. Das Framing bei der Darstellung der muslimischen Frau Saarbrücken 2008, ISBN 978-3-639-04817-9.